# Processo a zona flottante
la tecnica della zona flottante permette di ottenere un silicio purissimo. Il processo è stato sviluppato presso i Bell Labs da Henry Theuerer nel 1955 come modifica di un metodo sviluppato da William Gardner Pfann per il germanio. Nella configurazione verticale il silicio fuso ha una tensione superficiale sufficiente per impedire la separazione della carica. L'assenza di un recipiente di contenimento, al contrario del Processo Czochralski previene la contaminazione del silicio da parte di impurità come l'ossigeno.
La zona flottante è una valida alternativa di elevata purezza rispetto al metodo Czochralski. Le concentrazioni di impurità leggere, come carbonio e ossigeno, sono estremamente basse. Un'altra impurità leggera, l'azoto, aiuta a controllare i microdifetti incrementando la resistenza meccanica dei wafer. l'azoto può essere intenzionalmente  aggiunto durante le fasi di crescita.
Il diametro dei wafer prodotti generalmente non superano i 200 mm a causa delle limitazioni dovute al valore della tensione superficiale durante la crescita. Un'asta policristallina di silicio ultrapuro di grado elettronico viene fatta passare attraverso una bobina RF, che crea una zona fusa localizzata da cui cresce il lingotto di cristallo. Un "seme" di cristallo viene utilizzato a un'estremità per avviare la crescita, determinando il piano cristallografico di crescita. L'intero processo viene eseguito in una camera a vuoto o in una atmosfera inerte. La zona fusa porta via le impurità e quindi ne riduce la concentrazione (la maggior parte delle impurità sono più solubili rispetto cristallo fuso).
I lingotti di silicio possono essere irradiati da neutroni per trasformarli in un semiconduttore drogato n.

## Applicazioni
Il silicio prodotto tramite la zona flottante viene tipicamente utilizzato per dispositivi di alimentazione e applicazioni di rivelatori, dove è richiesta un'elevata resistività. È altamente trasparente alla radiazione elettromagnetica dell'ordine dei terahertz e viene solitamente utilizzato per fabbricare componenti ottici, come lenti e finestre. Viene anche utilizzato negli pannelli solari dei satelliti in quanto ha una maggiore efficienza di conversione.